# Bonnemaisonia hamifera
Espèce
Bonnemaisonia hamifera est une espèce d'algues rouges de la famille des Bonnemaisoniaceae. Originaire de l'océan Pacifique, elle a été introduite dans le nord-est de l'océan Atlantique où elle est considérée comme envahissante sur les côtes européennes. Elle existe en deux phases qui, à un moment donné, étaient considérées comme des espèces différentes : une forme plumeuse de taille moyenne attachée à d'autres algues et une petite forme touffue connue sous le nom de Trailliella.

## Description
Cette espèce d'algue existe en deux phases. La phase gamétangiale est toujours épiphyte, se développant sur Cystoseira et d'autres algues. Elle forme des frondes plumeuses dressées rouge brunâtre et peut atteindre une longueur de 35 cm. Les frondes sont aplaties et portent des crochets en forme de crosse qui s'accrochent et s'emmêlent avec l'algue hôte. La phase tétrasporangiale forme des touffes rouge brunâtre très ramifiées de fins filaments poussant en petites touffes d'une largeur de 2,5 cm et ressemblant à du coton. Elles sont épiphytes sur les algues corallines ou poussent parfois directement sur la roche ou un autre substrat dur. La couleur rouge de cette espèce provient de la présence des pigments phycoérythrine et phycocyanine qui masquent la chlorophylle a, le bêta-carotène et diverses xanthophylles également présentes.

## Distribution
B. hamifera est originaire du nord-ouest de l'océan Pacifique et des côtes du Japon. Elle a été introduite dans le nord-est de l'océan Atlantique à la fin du XIXe siècle, arrivant peut-être sur la coque d'un navire ou parmi les coquillages. Elle est maintenant présente depuis l'Islande et le nord de la Norvège jusqu'au Portugal, ainsi qu'aux îles Canaries, en Algérie, en Tunisie et dans la mer Adriatique. Elle a été remarquée pour la première fois en Grande-Bretagne, sur la côte du Dorset en 1890, lorsque la formeTrailliella a été collectée. Le premier enregistrement en Irlande a été réalisé en 1915 par A. D. Cotton sur les algues marines de l'île de Clare, dans le comté de Mayo. Le premier enregistrement en Irlande du Nord remonte à 1972 à Sandeel Bay. Elle pousse dans la zone intertidale basse et à des profondeurs d'environ 8 m et peut être abondante dans les zones de type lagon sur la rive inférieure.

## Nomenclature
Le nom scientifique complet (avec auteur) de ce taxon est Bonnemaisonia hamifera Hariot.
Bonnemaisonia hamifera a pour synonymes :
- Asparagopsis hamifera (Hariot) Okamura
- Bonnemaisonia intricata (C.Agardh) P.C.Silva
- Boryna intricata (C.Agardh) Bory, 1826
- Ceramium intricatum C.Agardh
- Herpothamnion intricatum (C.Agardh) Nägeli
- Trailliella intricata Batters